# ورزشگاه آرتمیو فرانکی
 ورزشگاه آرتمیو فرانکی  (به ایتالیایی: Stadio Artemio Franchi) ورزشگاهی در شهر فلورانس در کشور ایتالیا است.
بازی‌های خانگی باشگاه فوتبال فیورنتینا در این ورزشگاه برگزار می‌شود.